# 王構
王構（1245年—1309年），字肯堂，號安野、又号瓠山，東平人，元朝修辭學家。
王构二十岁時以词赋中选，为东平行台掌书记。至元十一年（1274年），任翰林国史院编修官。曾經替元朝草擬討伐南宋的詔書，忽必烈称意。宋亡后，与李槃奉旨赴杭州取三馆图籍、太常天章礼器仪仗等至大都，担任应奉翰林文字，升为修撰。后任吏部郎中、礼部郎中、淮东提刑按察副使。丞相和礼霍孙执政，参与谋画。世祖末年官至翰林侍讲学士。元成宗即位，升学士，纂修实录，书成，任参议中书省事，反对搜括田赋。以病归东平，大德年間，起复擔任濟南路總管。元武宗即位，召至京城修《成宗实录》，王構官位最終為翰林學士承旨。著作有《修辭鑒衡》二卷。該書上卷探討詩的寫作，下卷探討文章寫作，內容有不少來自宋朝人的詩話、文集和雜記。他先后历事三朝，熟习台阁典章，凡元代皇帝谥册册文为其所撰定。朝廷每有大议也必咨访。

## 子
- 王士熙，字繼學，官至南台御史中丞。[3][4]
- 王士點，字繼志，[5]淮西廉訪司僉事。[6][7]

## 延伸阅读
[在维基数据编辑]
 《元史·卷164》，出自宋濂《元史》
 《新元史/卷191》，出自柯劭忞《新元史》